# Franz Heinrich (Unternehmer)

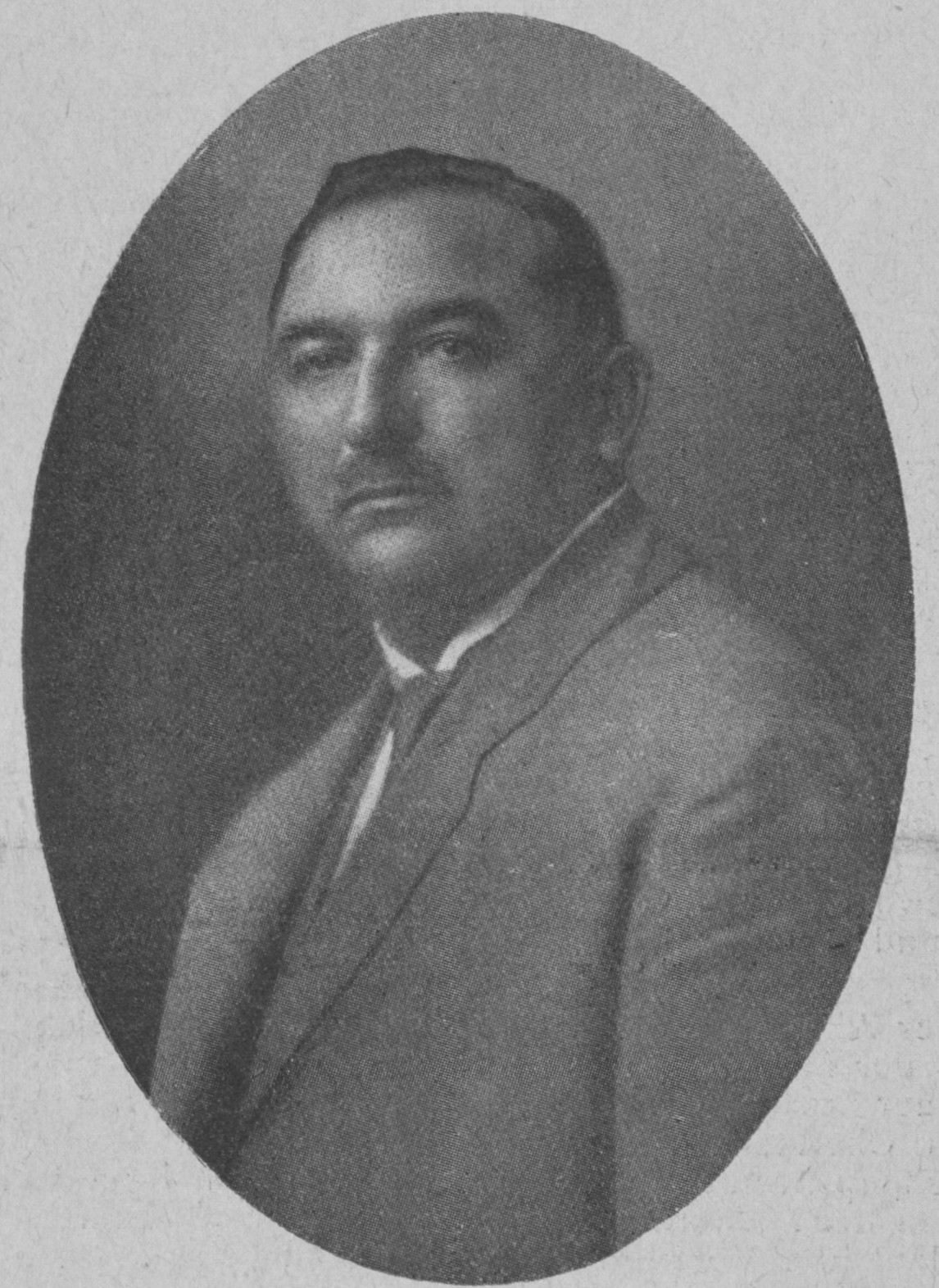
Franz Heinrich

Franz Heinrich (* 23. Februar 1876; † 4. März 1928) war ein deutscher Porzellanfabrikant. 

## Werdegang
Heinrich war als Porzellanmaler tätig. 1896 baute er im elterlichen Haus in Selb eine Schmelzmuffel ein. Anfänglich bezog er Weißware von den örtlichen Porzellanfabriken. Ab 1901 produzierte er selbst Porzellan.
Unter seiner Leitung entwickelte sich die Porzellanfabrik Heinrich Selb zu einem der bedeutendsten Hersteller Deutschlands. In der Blütezeit stammte nahezu die Hälfte der deutschen Porzellanproduktion von den Selber Fabriken Hutschenreuther, Rosenthal und Heinrich. Er starb am 4. März 1928 geistig umnachtet.
Um 1930 hatte seine Firma 500 Mitarbeiter, zu Beginn der 1970er-Jahre über 800.
Nach dem Zweiten Weltkrieg nahm Heinrich als erster Porzellanhersteller in Westdeutschland die Produktion wieder auf und verkaufte seine Firma an die englische Slater-Walker-Gruppe. 1974 übernahm die englische Bowater-Gruppe das Unternehmen. 1976 wurde die Heinrich Porzellan GmbH in den Villeroy & Boch-Firmenverband eingegliedert.

## Ehrungen
- Benennung der Franz-Heinrich-Straße in Selb